# 本木正栄
本木 正栄（もとき まさひで、1767年4月26日（明和4年3月28日） - 1822年5月4日（文政5年3月13日））は、江戸時代後期の阿蘭陀通詞（オランダ通詞）である。通称は庄左衛門、号は蘭汀。オランダ語、フランス語、英語、ロシア語に通じ、日本初の英語辞書『諳厄利亜（アンゲリア）興学小筌』、日本初の英和対訳辞書『諳厄利亜語林大成』、日本初のフランス語辞書『払郎察（フランス）辞範』を編纂した。

## 経歴・人物
蘭学者であった本木良永の長男として長崎に生まれる。1808年（文化5年）に江戸幕府からの命令により、正栄ら多くのオランダ通詞と共に当時長崎オランダ商館長を務めていたヘンドリック・ドゥーフからドゥーフ自身ががオランダ人であるのにもかかわらずフランス語を学んだ。その後は学んだ成果としてフランス語で執筆された著書を日本語に翻訳し、翻訳した著書を写本に残した。
翌1809年（文化6年）にドゥーフの後継者として長崎オランダ商館長を務めたヤン・コック・ブロンホフから多くの通詞と共に英語も学ぶ。その後も多くの著書の翻訳に携わり、オランダ通詞のオランダ語を基礎外国語として、フランス語および英語の研究を進め蘭学から洋学の発展に貢献した。

## 訳書

### オランダ語・フランス語
- 『払郎察（フランス）辞範』- 1808年、日本初のフランス語学書[3]。フランス語の単語や発音が詳細に記述されている[2]。原作は『ヌーベル・メトード（フランス語入門）』[2]。
- 『和仏蘭対訳語林』- 1808年、日本語の単語をフランス語およびフランス語に訳した辞典。

### 英語
- 『諳厄利亜（アンゲリア）興学小筌』- 1811年（文化8年）、英語の単語や会話文が詳細に記述されている[3]。
- 『諳厄利亜語林大成』- 1814年（文化11年）、日本初の英和辞典[3]。